# La rebelión de las ratas
La Rebelión de las Ratas es una novela del escritor colombiano Fernando Soto Aparicio. Cuenta la historia de Timbalí, un pueblo ficticio que el escritor ubica en el departamento de Boyacá y que se encuentra bajo el dominio de multinacionales mineras.

## Argumento
- Los acontecimientos que tienen lugar en la novela ocurren durante el mes de febrero en un año no específico, y pretenden mostrar al lector cómo la industria extranjera se aprovecha de las circunstancias económicas de las familias campesinas y, al mismo tiempo, deja ver la manera en la que el sentimiento revolucionario, en busca de justicia, enardece los corazones humanos y se aprecia la realidad de la explotación.
- Todo comienza con una descripción del paisaje prístino que existía antes de la llegada al Valle de Timbali  de extranjeros adinerados que trajeron con ellos "progreso" a la región y cambiaron el paisaje con la introducción de caminos pavimentados. Las casas de los aldeanos ahora contrastaban con las enormes casas construidas recientemente por los extranjeros. Todo ha cambiado desde la llegada de los nuevos colonos quienes además hablaban un idioma diferente y tenían diferentes hábitos. El problema no era la gran diferencia en la riqueza, sino el daño causado a las tierras agrícolas, que se habían arruinado debido al constante movimiento de la maquinaria pesada que transportaba el carbón. Los aldeanos, cuando se encontraron sin tierra para trabajar, no tenían otra opción que trabajar en las minas. Mientras que la agricultura desapareció, la industria minera prosperó.[2]

En este paisaje es a donde llega Rudecindo Cristancho y su primera sorpresa es encontrar que hay una calle que divide el pueblo, la cual separa a los extranjeros adinerados de los aldeanos pobres. Como no encuentra dónde quedarse, decide instalarse en un basurero en las afueras de la ciudad. Algún tiempo después, Rudecindo es contratado como trabajador en la mina, donde descubre que a pesar de los enormes esfuerzos y las condiciones peligrosas, la retribución económica no es suficiente para la vida diaria. Al darse cuenta de que no es el único trabajador descontento con las miserables condiciones de trabajo, intenta crear un sindicato pero fracasa en el intento y esto causa inquietud entre los mineros. Más tarde, la infelicidad se convierte en una rebelión total cuando los mineros descubren entre las rocas los cadáveres en descomposición de un grupo de mineros que habían sido enterrados por un túnel colapsado. Indignados por el encubrimiento, los trabajadores corren por las calles causando una asonada en la que algunos de ellos deciden destruir las casas de los barrios ricos. Rudecindo muere, derribado por una bala en el pecho, en medio de una avalancha humana.